# Brion, Maine-et-Loire
Brion är en kommun i departementet Maine-et-Loire i regionen Pays de la Loire i nordvästra Frankrike. Kommunen ligger i kantonen Beaufort-en-Vallée som tillhör arrondissementet Angers. År 2018 hade Brion 1 196 invånare.

## Befolkningsutveckling
Antalet invånare i kommunen Brion
| Referens: INSEE |